# Aloïs Walgrave

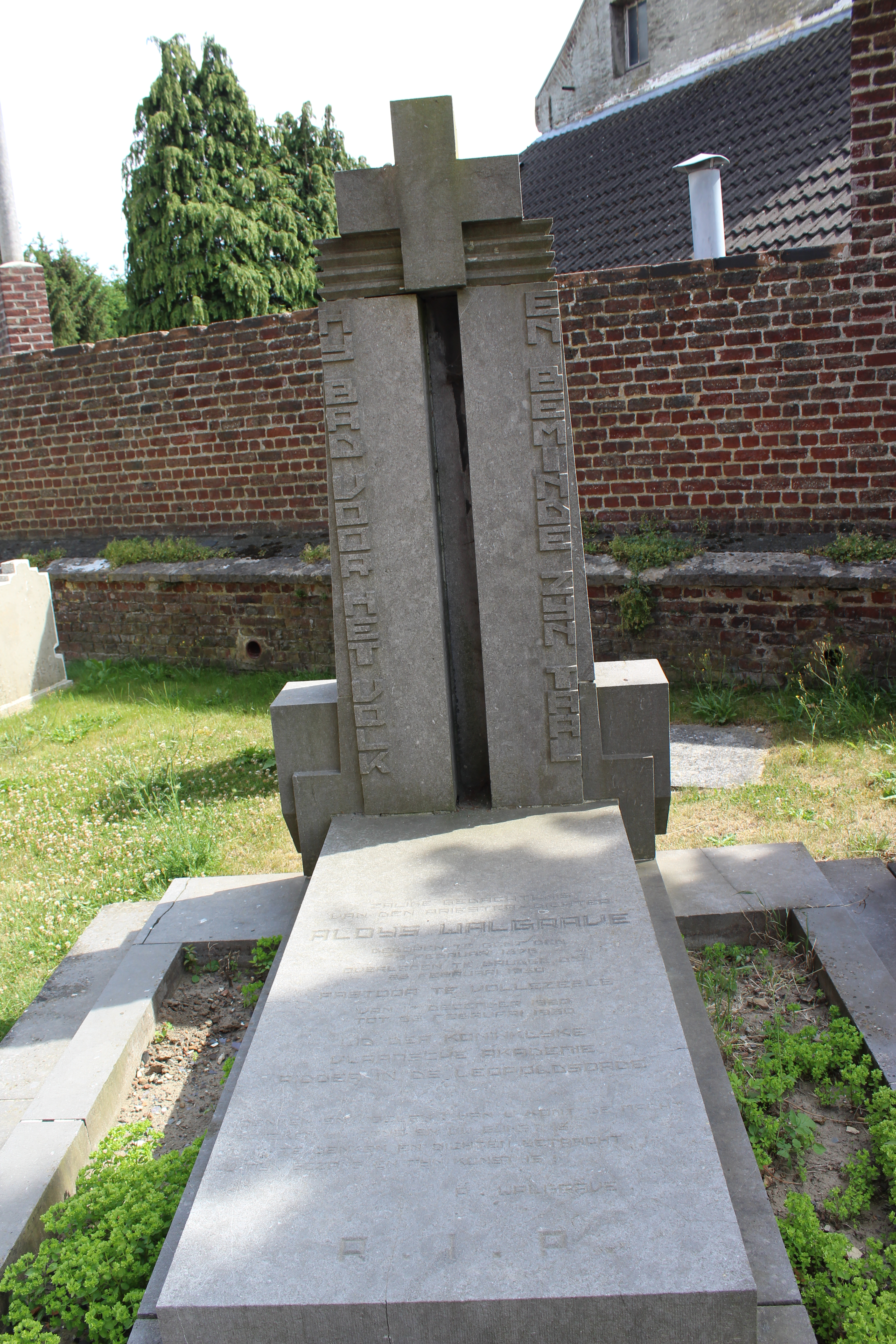
Graf op het kerkhof van Vollezele

Aloïs Walgrave (Gent, 9 februari 1876 - Brugge, 28 februari 1930) was een Vlaams priester, dichter en prozaschrijver.

## Levensloop
Aloïs Walgrave werd geboren als de zoon van Aloys C. M. Walgrave (1844-1908), een Vlaamse schrijver en dichter. Na zijn studie thomistische wijsbegeerte en klassieke filologie in Leuven en het Diocesaan Grootseminarie in Mechelen, werd Walgrave leraar aan het Kleinseminarie van Hoogstraten.  Leerlingen van hem waren de jezuïet Emiel Janssen en de schrijver en dichter Jozef Simons. In 1920 werd hij pastoor in Vollezele.
Walgrave had grote bewondering voor Guido Gezelle en werd een van zijn eerste biografen. Tegen het einde van de jaren twintig, was hij samen met Paul Allossery een van de twee hoofdredacteurs van de 'Jubileumuitgave' van Guido Gezelles verzamelde werken. Hij overleed vooraleer deze indrukwekkende uitgave het licht zag. Zijn bijdragen werden er postuum in gepubliceerd, soms bijgewerkt door Allossery.
Walgrave was onder andere medewerker van Dietsche Warande & Belfort en van het culturele tijdschrift Jong Dietschland.
Zijn neven, zoons van zijn broer Jozef Walgrave, waren de dominicanen en hoogleraars Jan-Baptist Jozef Walgrave (1911-1986) en Jozef Walgrave (1914-1977), kloosternaam Valentinus.
Jef Tinel (1885-1972) schreef in 1921 muziek bij het evangeliespel De blindgeborene.

## Werken
- Stille stonden (1905)
- De blindgeborene (1907), evangeliespel;
- Noodkreet (1908)
- Zingende snaren (1909)
- Het spel van Onze-Lieve-Vrouw of Maria's leven, 2 dln. (1910), mysteriespel;
- Vrede op aarde (1911), kerstspel;
- Jeugddroomen (1913), gelegenheidsspel.

Studies over Gezelle:
- Gedichtengroei (1914)
- Het leven van Guido Gezelle, Vlaamschen priester en dichter (2 delen, 1923-1924)